# Пожар в пансионате для престарелых в Харькове (2021)
Пожар в пансионате для престарелых в Харькове — пожар с большим количеством погибших, который произошел в Харькове в незаконном частном доме престарелых «Золотое время». Пожар произошёл днем 21 января 2021 года в жилом доме, переоборудованном под дом престарелых. В результате пожара погибли 15 человек, ещё 11 человек пострадали. Всего на момент пожара в здании находилось 33 человека.
Задержаны четыре человека среди владельцев и распорядителей пансионата, которым предъявлены подозрения. Проводятся следственные действия по уголовному делу о гибели людей из-за нарушения норм пожарной безопасности, а также расследование причин пожара. Рассматриваются 3 версии причины пожара: поджог (занесение постороннего огня), неосторожное обращение с огнем в быту и электроприборами или замыкание электросети. В Харькове должны быть проведены проверки пансионатов для пожилых людей и реабилитационных центров. Также 22 января в городе было объявлено Днём траура, а 23 января — день траура по всей Украине.

## Ход событий
Пожар начался 21 января 2021 года, около 15 часов дня на втором этаже жилого дома, который был переоборудован под частный дом престарелых «Золотое время», на улице Нижняя Гиевская, 150-Б в Холодногорском районе города Харькова. Площадь пожара составила 100 м². Пожар получил статус чрезвычайного происшествия государственного уровня.
Соседи из окрестных домов после начала пожара бросились на помощь и вызвали скорую. Они увидели сильный дым и почувствовали запах горелой проводки. Также соседи помогали выводить и выносить жителей этого дома, многие из которых были лежачими и в памперсах. Им помогали одеваться прямо на улице. На момент прибытия пожарных внутренние помещения были полностью задымлены, бушевал открытый огонь, вырвавшийся на крышу двухэтажного здания. Впоследствии стало известно, что в доме должны были ремонтировать газовое оборудование, и именно в районе этого оборудования произошло задымление.
По данным харьковского издания Kharkiv Today, пансионат «Золотое время» находился в частном секторе, в двухэтажном доме. Он начал работать в 2020 году. В комнатах проживало от 1 до 5 человек. Пансионат позиционировал себя как таковой, что предоставляет пятиразовое питание, уход, ежемесячное обследование и проведение анализов. Жителям пансионата обещали культурно-развлекательную программу от волонтёров социальных служб. На первом этаже здания располагалась кухня и столовая, а комнаты постояльцев — на втором этаже. Во дворе усадьбы — несколько беседок. В пансионат принимали тяжелобольных пожилых людей, в частности, с болезнью Альцгеймера, болезнью Паркинсона, людей после инфаркта и инсульта и хосписных больных. Минимальная стоимость содержания составляла 6 тыс. грн., а в среднем она составляла 15 тыс. грн. Также дом был введён в эксплуатацию без соответствующих разрешений, был подключен к газо- и электроснабжению без получения разрешений от дома, на который соответствующие документы были.
По словам жителей ближайших домов, пансионат по этому адресу находится около года, а ранее здесь был реабилитационный центр для наркозависимых, потом дом снимали баптисты, и, даже, для порностудии. Также по их словам на пансионат жаловались в полицию, находили записки об избиении жителей дома престарелых, но полиция и скорая не реагировали.
Родственница одной из погибших отметила, что в этом пансионате люди находились временно — по несколько месяцев, и это не был хоспис, а её погибшей родственнице здесь нравилось. По информации директора Департамента соцзащиты населения Харьковской облгосадминистрации Юрия Шпараги, по этому адресу не было зарегистрировано официальных учреждений для пожилых людей. Также проверку планируют и городские власти. В настоящее время её сотрудники устанавливают имена погибших в пожаре, чтобы сообщить об этом родным и оказать им помощь в захоронении. Через несколько часов после пожара сайт пансионата перестал работать, а также были удалены его страницы из социальных сетей.
Пожар был локализован в 16:14. К работам на месте привлечено 28 человек и 7 единиц техники. Пожар был ликвидирован в 16:53 подразделениями службы по чрезвычайным ситуациям.
Пожарные на месте пожара обнаружили погибшими 15 человек. Эту информацию подтвердили и в Харьковском городском совете. Все 15 погибших жили на втором этаже. По словам пожарных, ухудшило ситуацию то, что пути эвакуации были перекрыты, а на окнах были решетки, в результате чего люди задохнулись и сгорели. В результате пожара пострадали 11 человек. Из дома пожарные вывели 7 человек. Всего в здании находилось от 29 до 33 человек, в том числе 4 человека из персонала заведения. Госпитализированы пять человек, в том числе один человек с ожогами, один человек — с отравлением угарным газом в разные больницы города Харькова, а ещё три человека — в хоспис Харьковской городской клинической больницы № 17. Сюда переведут лицо с отравлением угарным газом после выписки из больницы.

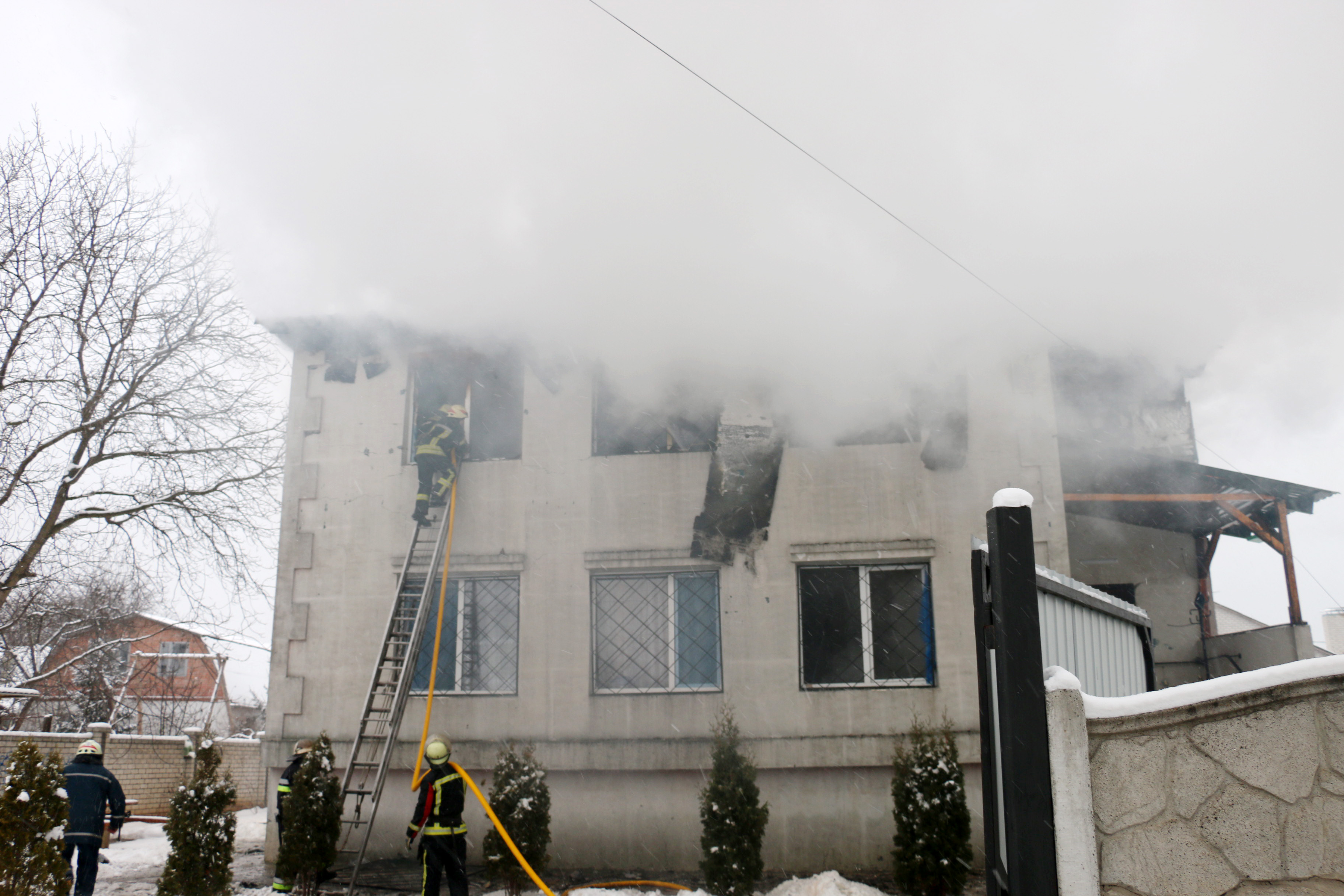
Тушение пожара
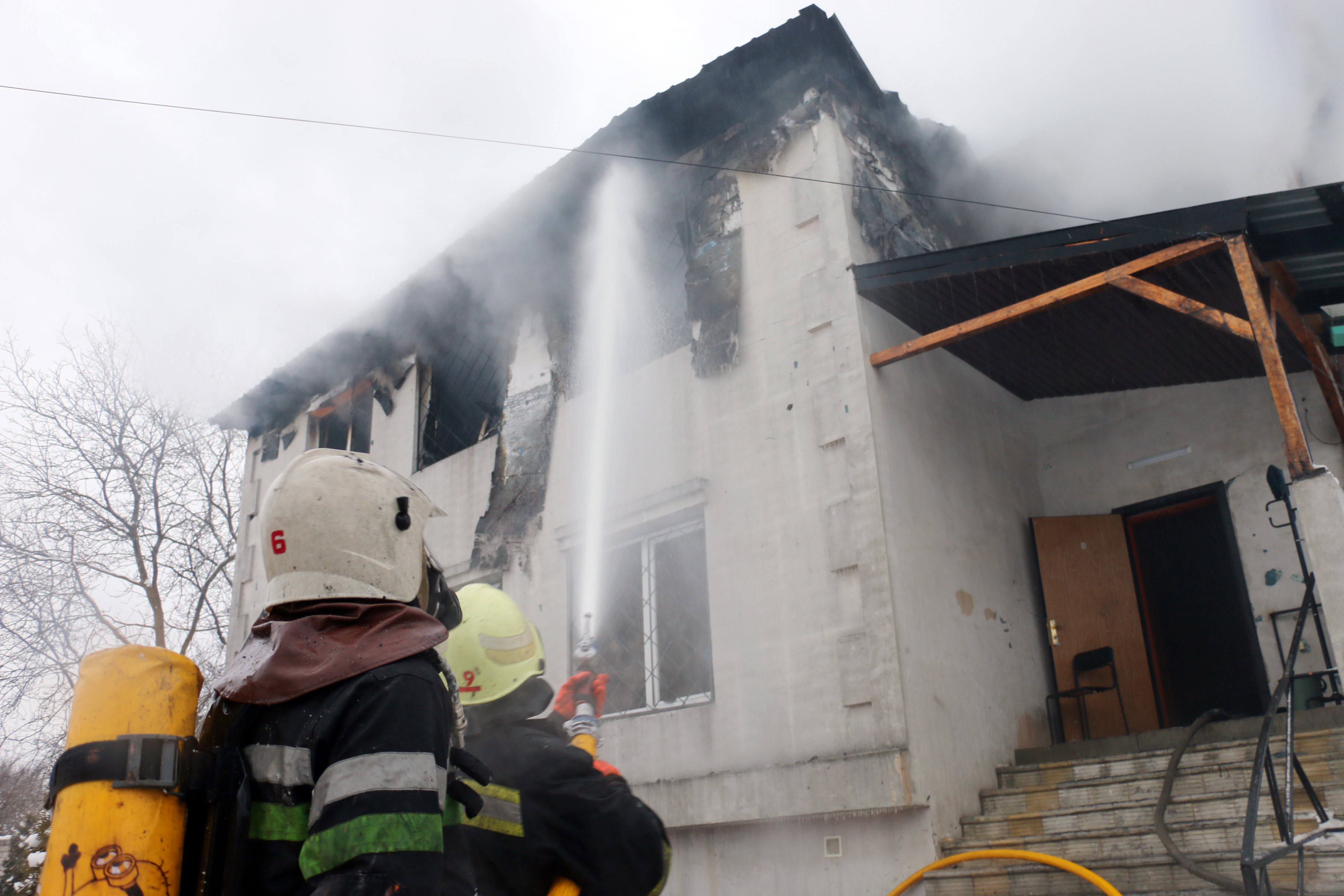
Тушение пожара
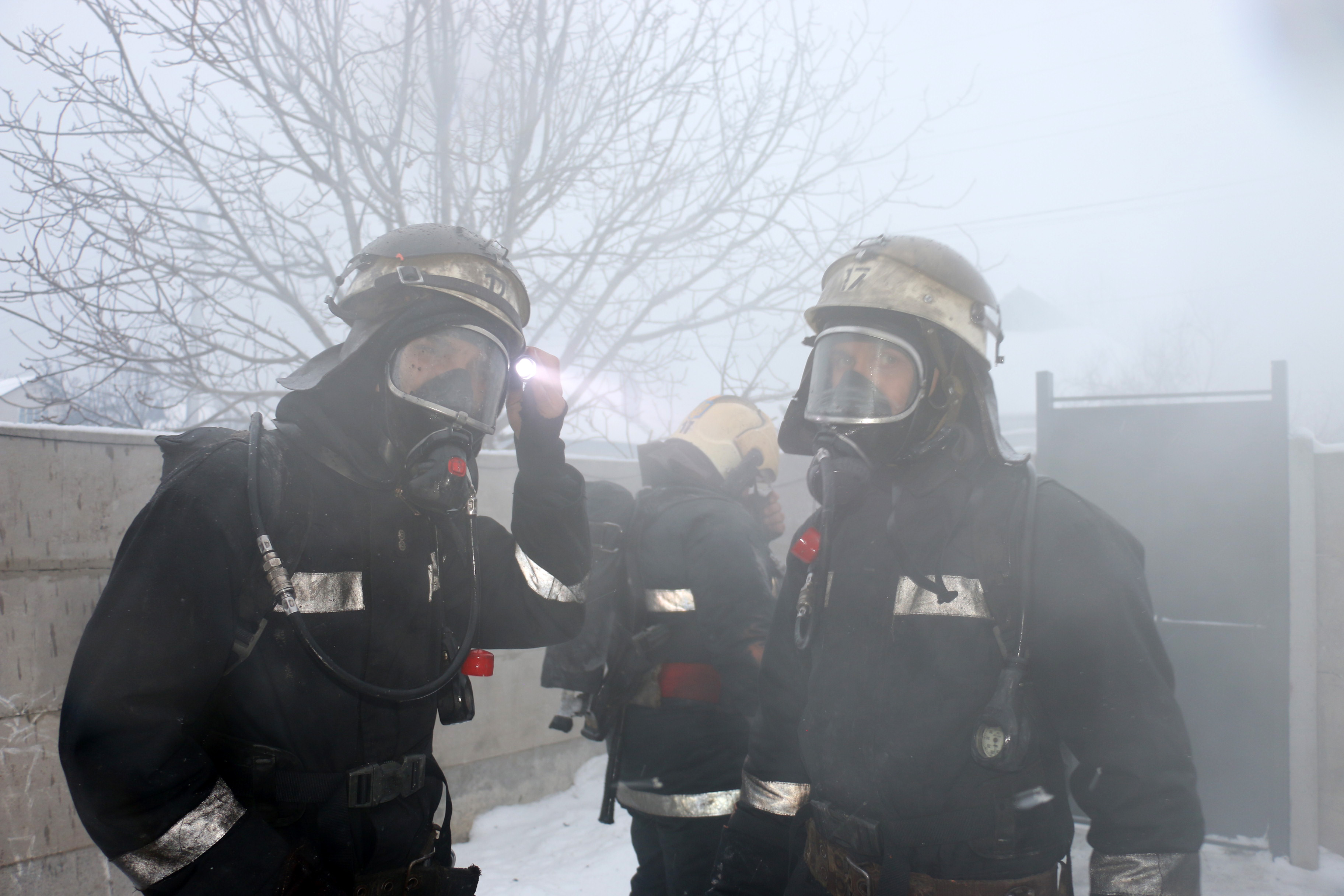
Пожарные в защитных костюмах
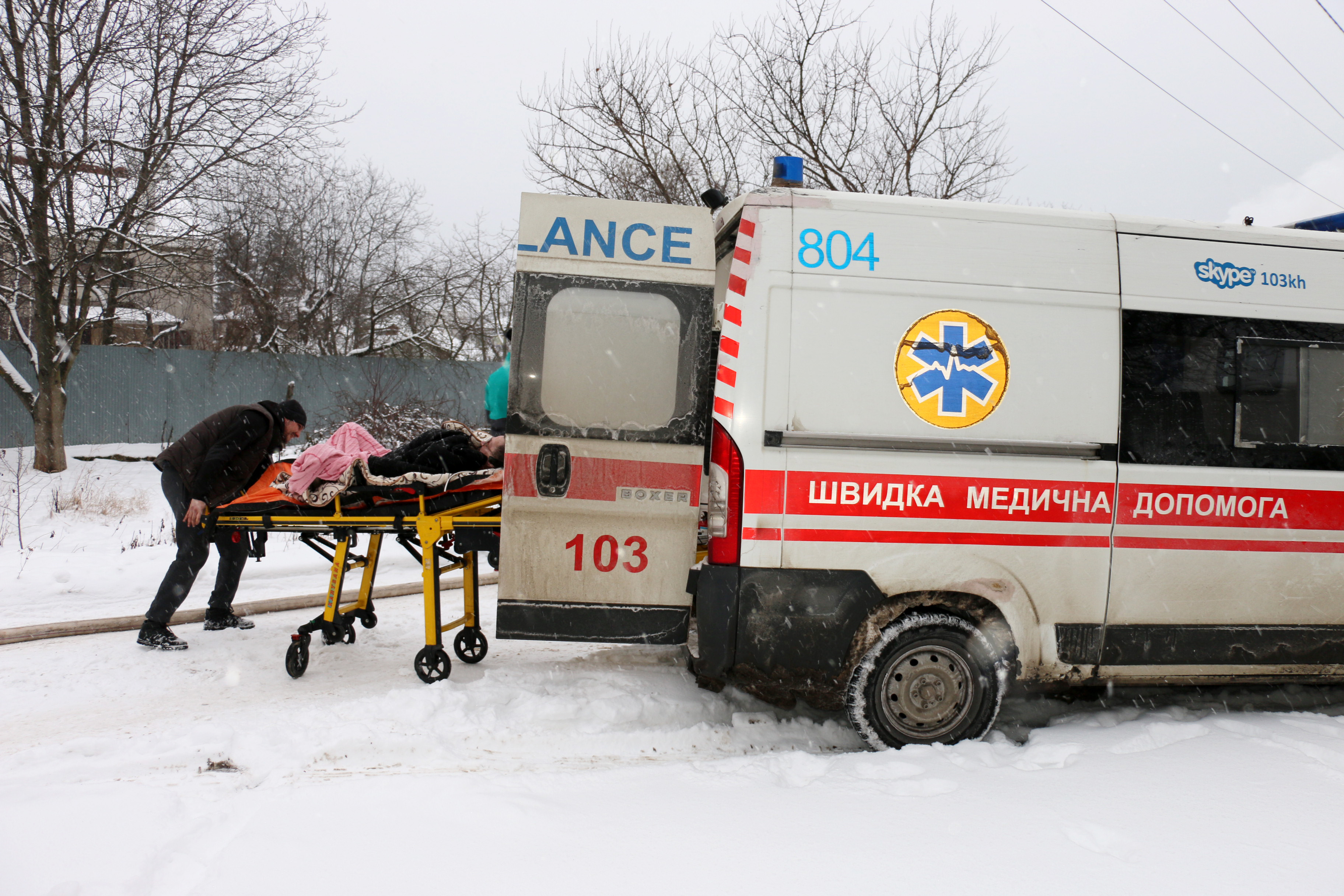
Медики госпитализируют одного из пострадавших
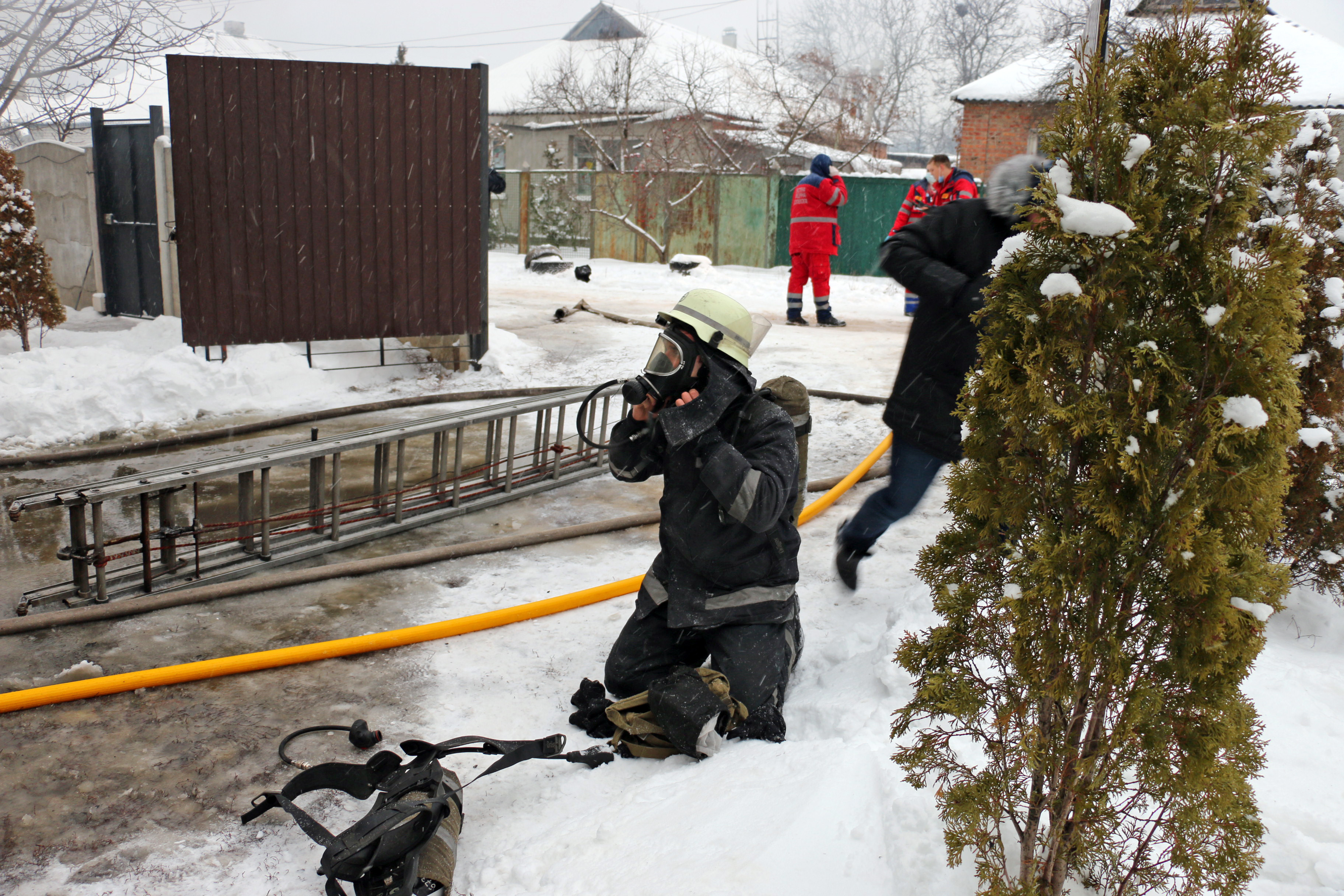
Пожарный снимает дыхательный аппарат
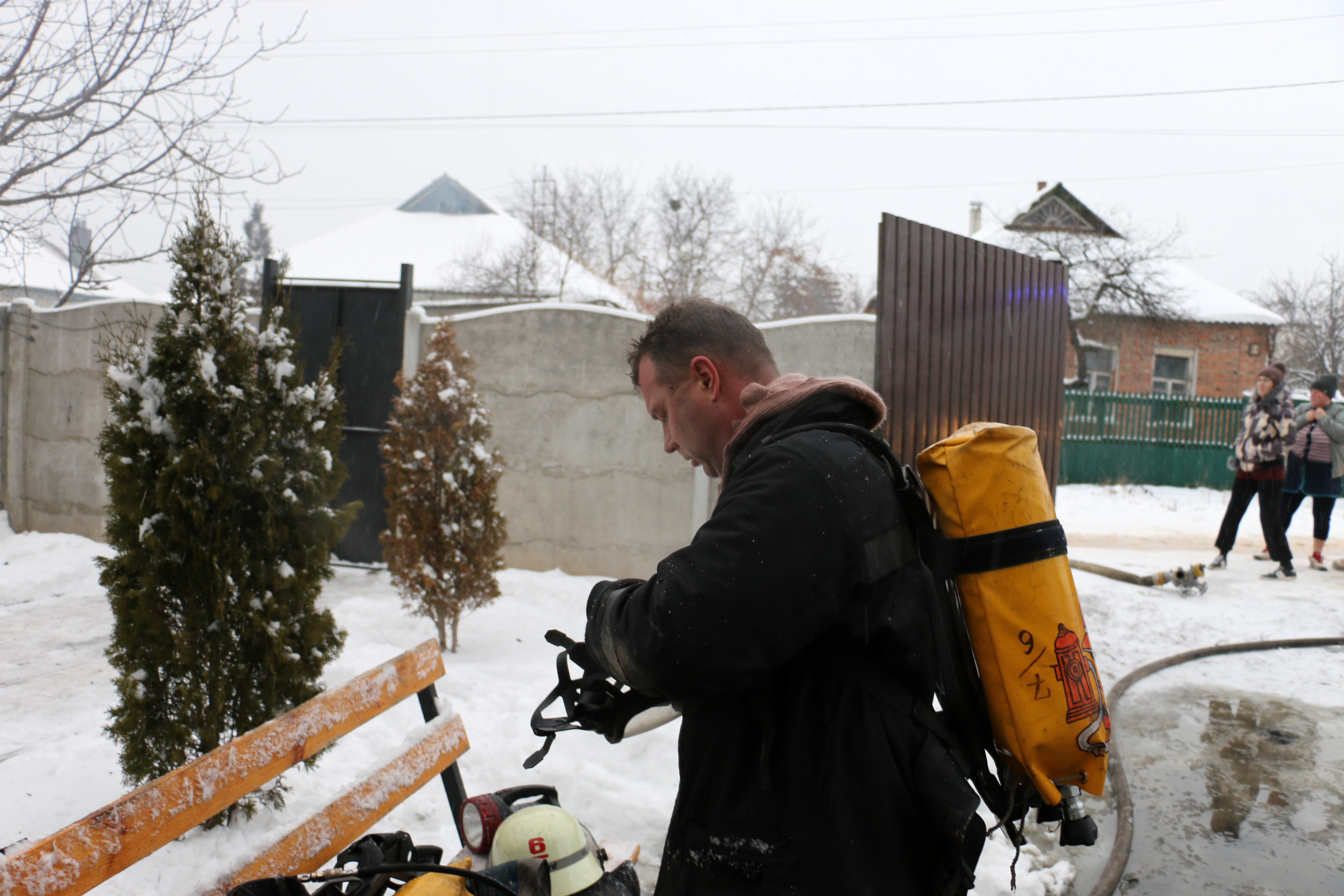
Пожарный после работы в середине
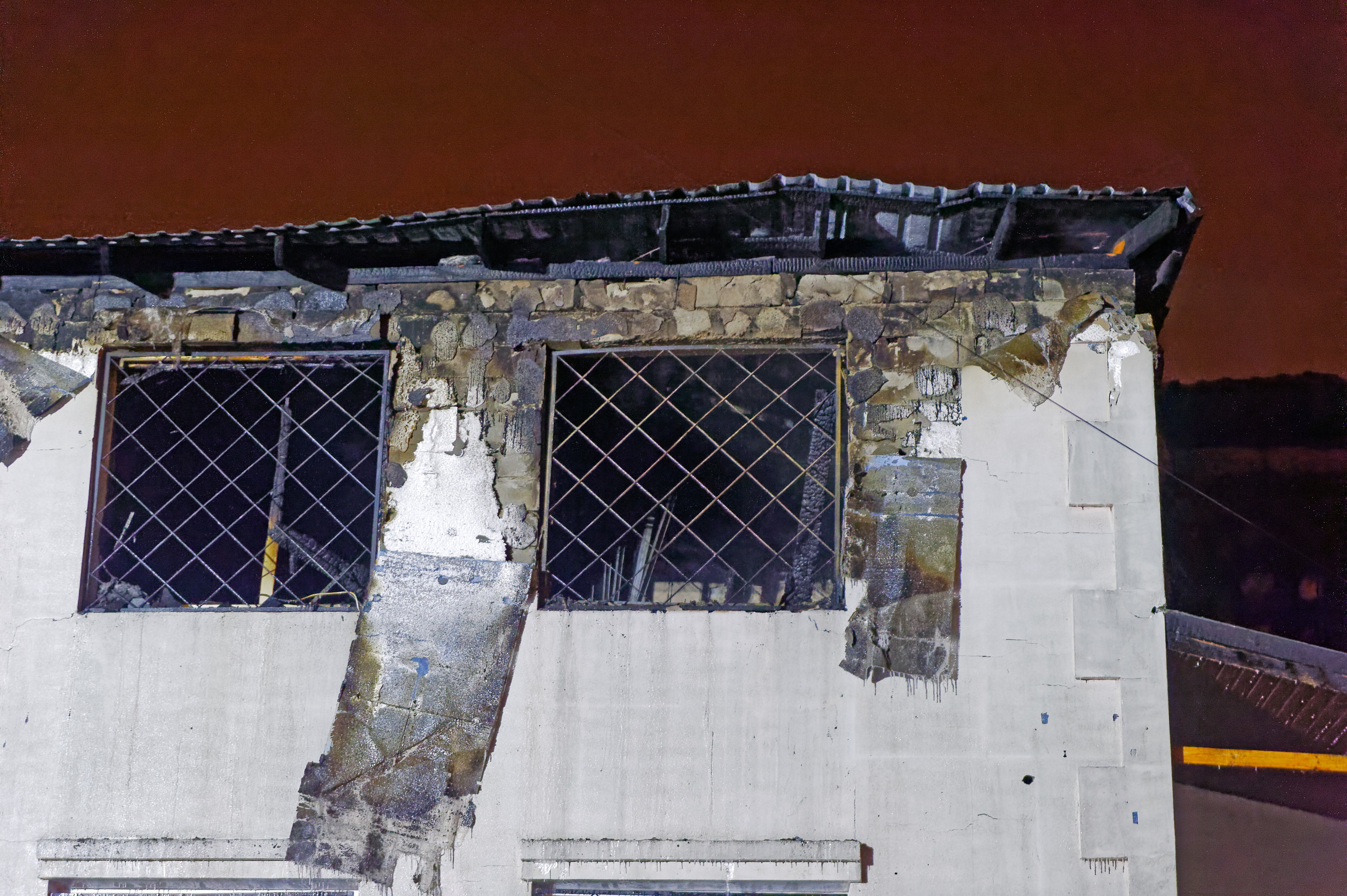
Второй этаж после пожара
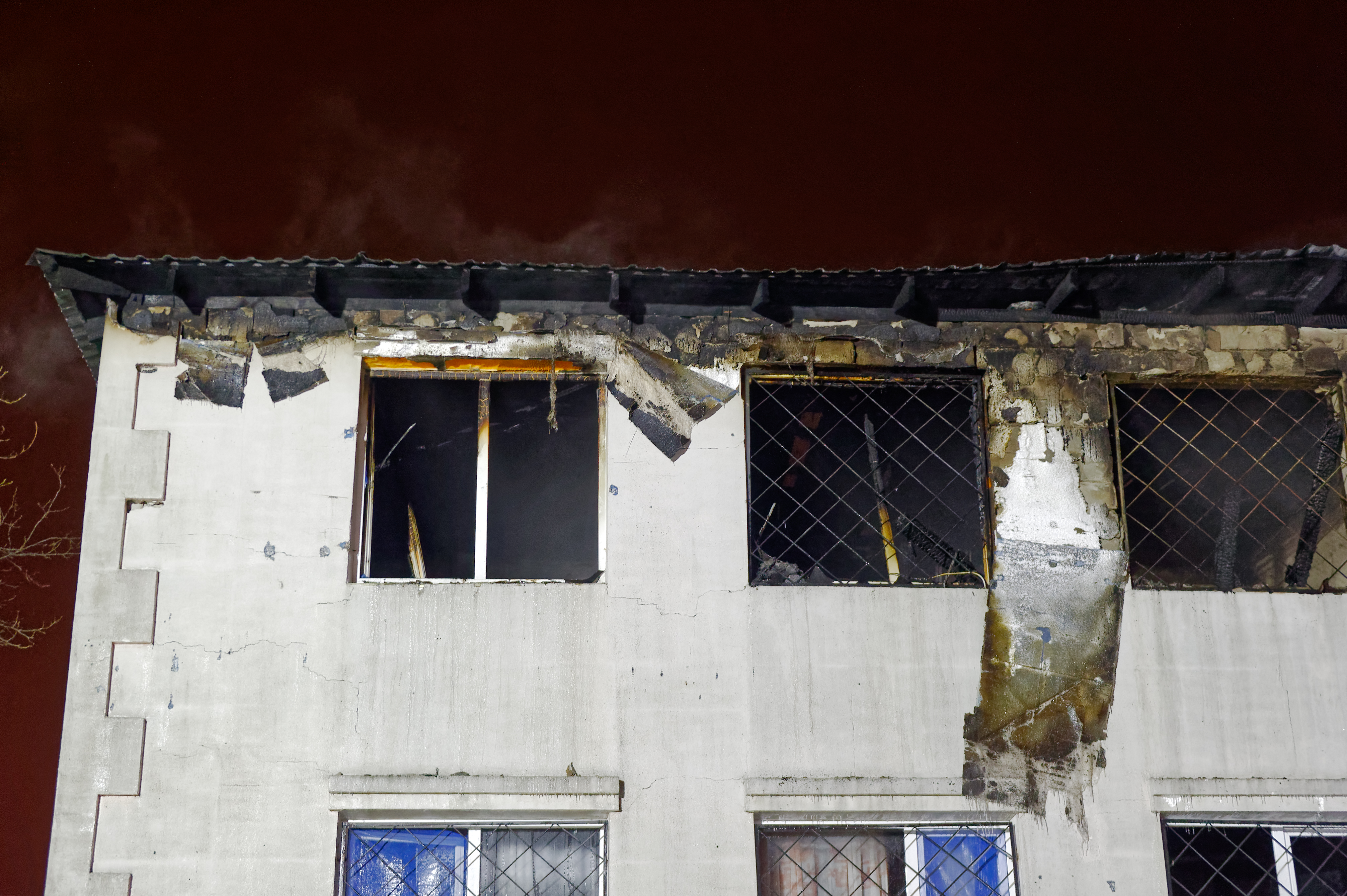
Второй этаж после пожара

## Расследование
По факту пожара и гибели людей прокуратура возбудила уголовное дело о нарушении установленных законодательством требований пожарной безопасности, повлекшее гибель людей.
Следствием рассматриваются три возможные причины пожара: поджог (занесение постороннего огня), неосторожное обращение с огнем в быту и электроприборами или замыкание электросети. О возможной причине пожара из-за неосторожного обращения с электронагревательными приборами и их неисправности, поскольку здание отапливалось именно ими, сообщали пожарные. В доме, жилая площадь которого была 115 м², были деревянные перекрытия, что спровоцировало большое задымление. В нём не было произведено никаких противопожарных мероприятий.
На месте пожара работники полиции проводили следственные действия и работали эксперты института судебных экспертиз имени Бокариуса. Также полиция установила владельцев дома и круг лиц, которые работали в нём. Трое из них были задержаны, проводится допрос, в частности, управляющего, а у палаты соарендаторки пансионата, которая находится в больнице после операции, дежурят полицейские. Впоследствии арендатор, его жена (директор частного предприятия, которая и руководила пансионатом) и владелец здания были также задержаны. Им, а также администратору заведения, который не был официально трудоустроен, сообщили о подозрениях в причастности к пожару. На них указали свидетели. Также найдены документы, которые могут свидетельствовать об их вине. Вместе с тем разыскиваются другие причастные к деятельности заведения лица, по месту жительства причастных лиц проводятся следственные действия. Вечером 22 января всем четырём задержанным сообщили о подозрениях относительно нарушения требований пожарной безопасности. Прокуратура будет просить всех задержанных взять под стражу. Суд по избранию меры пресечения состоится 23 января.
Государственное бюро расследований начало расследование в отношении ненадлежащего выполнения служебных обязанностей работниками ГСЧС во время проверок и других методов контроля над состоянием противопожарной безопасности.
Стало известно, что владелец этого пансионата — Славик Акопян — имеет ещё четыре подобных заведения (впоследствии их количество возросло до шести) в Харькове. Установлено, что в одном из пансионатов, на который также отсутствуют разрешения, находится 24 человека. В другом доме, который находился на этом же земельном участке, обнаружен «реабилитационный центр» для алко- и наркозависимых. Арендатор и его жена были учредителями общественной организации, которая по уставу занималась содействием оздоровительной любительской, культурной деятельности своих членов.

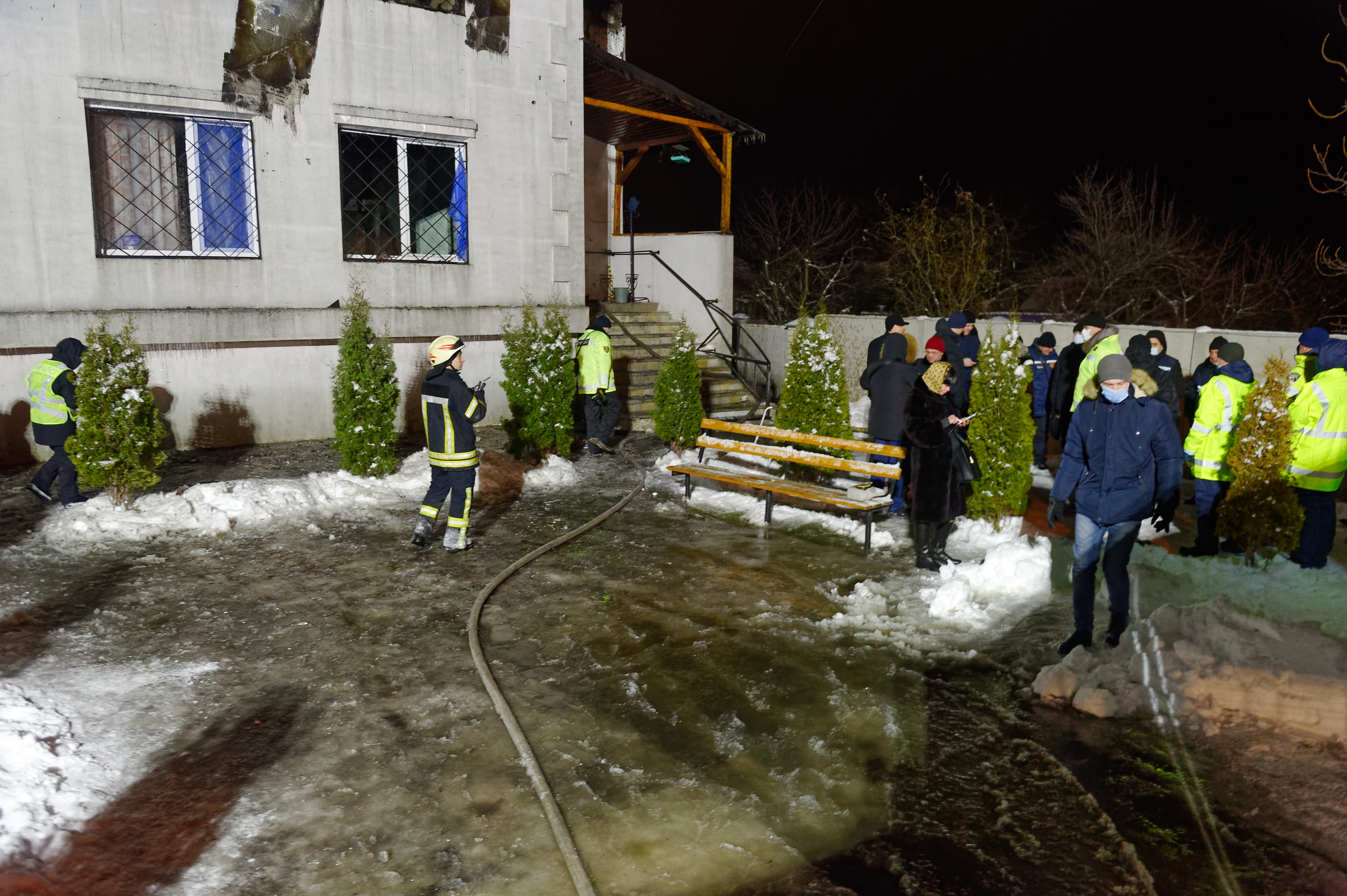
Проведение следственных действий вечером 21 января
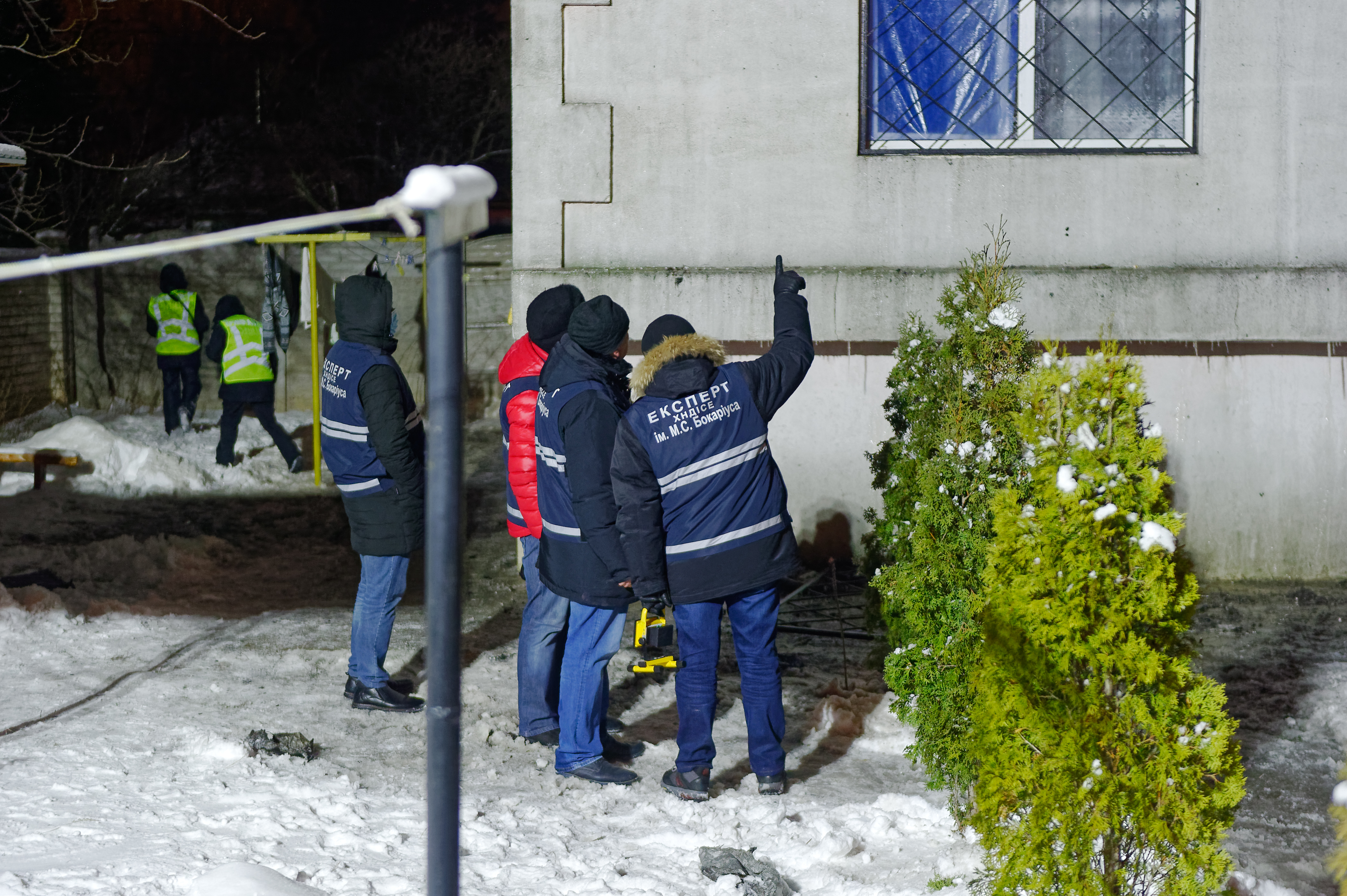
Проведение следственных действий вечером 21 января
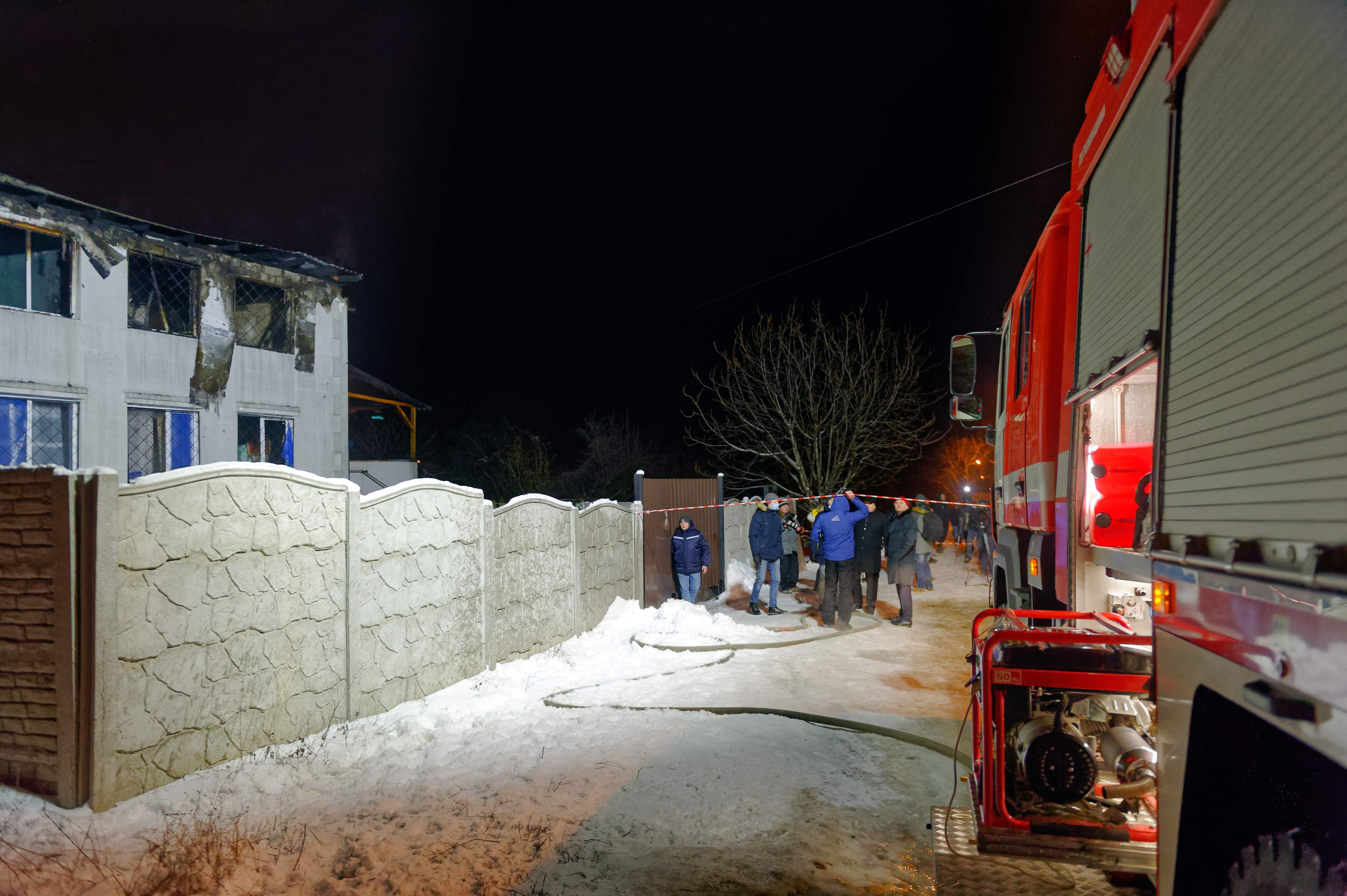
Проведение следственных действий вечером 21 января
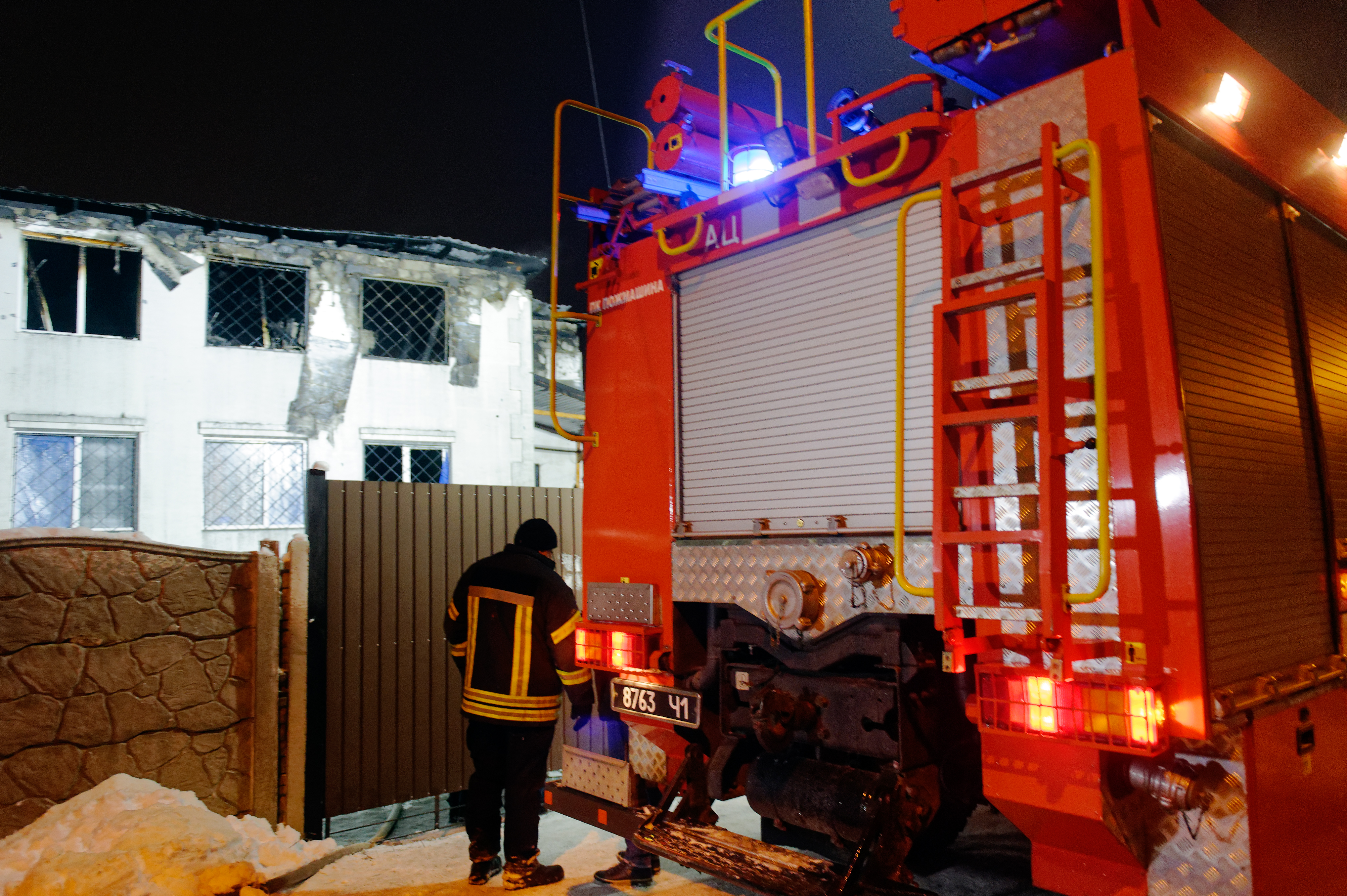
Проведение следственных действий вечером 21 января

## Реакция
Президент Украины Владимир Зеленский выразил соболезнования семьям погибших и поручил Кабинету Министров Украины создать государственную комиссию для расследования причин и обстоятельств пожара, а министру внутренних дел Арсену Авакову — взять под личный контроль расследование уголовного дела о пожаре. По инициативе Премьер-министра Украины Дениса Шмыгаля вечером 21 января было созвано внеочередное заседание Кабинета Министров Украины, на котором образована соответствующая государственная комиссия. Комиссия должна дать отчет о результатах своей работы на протяжении месяца. Также Денис Шмыгаль дал поручение Государственной службе по чрезвычайным ситуациям провести внеочередную тщательную проверку соблюдения правил безопасности в гостиницах, пансионатах, хостелах и домах престарелых. По информации ведущего эксперта «Харьковского института социальных исследований» Андрея Черноусова только в Харькове работает без официальных документов на предоставление социальных услуг более 30 частных пансионатов для пожилых людей, в которых находится около тысячи человек.
Министр социальной политики Марина Лазебная заявила, что по всей Украине будет проведена работа по выявлению заведений, которых нет в реестре поставщиков социальных услуг, и проверки условий проживания и пребывания пожилых людей в них. Также должна быть усилена ответственность владельцев заведений, которые не работают в правовом поле. Аналогичные проверки должно провести и Министерство внутренних дел Украины.
На место пожара прибыл и провел совещание секретарь Харьковского городского совета и и. о. городского головы Игорь Терехов. Позже состоялось совещание в Харьковском горсовете по ликвидации последствий пожара, на которой городские власти решили провести проверки в учреждениях, предоставляющих услуги по содержанию пожилых людей. И. о. Харьковского городского головы Игорь Терехов дал поручение провести соответствующие проверки и закрыть те заведения, которые не отвечают требованиям и работают нелегально. 22 января в Харькове должны начаться проверки всех пансионатов для пожилых людей и реабилитационных центров. Всего в Харькове и Харьковской области проверяют 118 учреждений, оказывающих услуги по содержанию и медицинскому обслуживанию пожилых людей и лиц с инвалидностью, в частности, 11 пансионатов, 30 хостелов и 20 домов престарелых. В тот же день было обнаружено на территории Харькова и области 32 незарегистрированных заведения, в которых находится 290 человек (218 — пожилые люди, а 72 — алко- и наркозависимые). По словам заместителя Харьковского городского головы Светланы Горбуновой-Рубан, об этом заведении знали, но местная власть не имела полномочий для проверки и контроля. Также в Харькове нет муниципальных хосписных учреждений, поскольку все они находятся на балансе Харьковской области.
Директор Департамента социальной защиты Харьковской облгосадминистрации Юрий Шпарага заявил, что областная власть расселит пострадавших в пожаре пожилых людей в интернатные учреждения Харьковщины, в том числе и тех, что находятся в других незаконных заведениях, однако в хосписах и интернатных учреждениях области есть 136 мест. Также городские власти оплатят лечение пострадавших, находящихся в больницах, а также захоронения погибших.
В Харькове 22 января 2021 года было объявлено Днем траура по погибшим в пансионате для престарелых «Золотое время», а 23 января стало днем траура в Украине.
Уполномоченный Верховной Рады Украины по правам человека Людмила Денисова отметила, что Офисом уполномоченного по правам человека в 2020 году совершено около 100 мониторинговых визитов в различных частных учреждений различных типов, в том числе к домам престарелых, которые показали, что большинство из них не внесены в Реестр поставщиков социальных услуг, из-за чего невозможно контролировать их деятельность, а также они не соответствуют требованиям соответствующих государственных стандартов.
22 января 2021 года в Харьков прибыл Президент Украины Владимир Зеленский, посетил место пожара и принял участие в совещании государственной комиссии по расследованию причин пожара в частном пансионате для пожилых людей, а также посетил пострадавших жильцов дома, которых госпитализировали в хоспис городской клинической больницы № 17 г. Харькова. Он заявил, что одной из причин этого пожара стало отсутствие нормальной регуляции работы рынка предоставления услуг по содержанию пожилых людей, а потому должны быть законодательные инициативы по открытию рынка справедливых социальных услуг, для чего будет создана рабочая группа. В частности, должен быть создан реестр учреждений, оказывающих социальные услуги с сайтом, а также проверены заведения на законность оснований их работы, но не закрывать ни одно заведение до законодательного решения проблемы.